# Gentiana Fetaj
Gentiana Fetaj (* 4. August 2002 in Minden) ist eine deutsch-kosovarische Fußballspielerin.

## Werdegang

### Verein
Die Stürmerin Gentiana Fetaj begann ihre Karriere beim VfB Gorspen-Vahlsen aus Petershagen im Kreis Minden, wo sie bis zur C-Jugend spielte. Anschließend wechselte sie in die Jugendabteilung des VfL Bochum und absolvierte in der Saison 2016/17 fünf Einsätze in der B-Juniorinnen-Bundesliga, in denen sie ohne Torerfolg blieb. Nachdem die Bochumerinnen am Saisonende als Tabellenletzter absteigen mussten, kehrte Fetaj nach Ostwestfalen zurück und schloss sich dem FSV Gütersloh 2009 an. Mit Gütersloh wurde Fetaj in der Saison 2018/19 Vierte und ein Jahr später Dritte. In 16 Spielen erzielte sie 21 Tore.
Obwohl sie noch für die B-Juniorinnen spielberechtigt war, debütierte Fetaj in der Saison 2018/19 in der Frauenmannschaft der Gütersloherinnen in der 2. Bundesliga und erzielte in 16 Spielen zwei Tore. Zur Saison 2019/20 wechselte Fetaj zum Aufsteiger Arminia Bielefeld. Arminias damaliger Trainer Markus Wuckel bezeichnete Fetaj als „Königstransfer“. Mit der Arminia wurde Fetaj in der Saison 2019/20 Tabellenletzte. Wegen der COVID-19-Pandemie wurde die Saison jedoch abgebrochen und der Abstieg ausgesetzt. Im DFB-Pokal 2019/20 erreichten die Bielefelderinnen das Halbfinale, wo die Mannschaft mit 0:5 gegen den VfL Wolfsburg verlor. Ein Jahr später mussten die Bielefelderinnen absteigen. Gentiana Fetaj spielte 31 Mal für Arminia Bielefeld und erzielte dabei vier Tore.
Zur Saison 2021/22 wechselte Fetaj zum Bundesligaaufsteiger FC Carl Zeiss Jena. Am 3. Oktober 2021 gab sie ihr Bundesligadebüt. Beim torlosen Remis im Spiel beim SC Sand wurde Fetaj für Samira Sahraoui eingewechselt.

### International
Gentiana Fetaj absolvierte drei Länderspiele für die U-15- und sieben Spiele für die U-16-Nationalmannschaft, in denen sie ohne Torerfolg blieb. Mit der U-17-Auswahl gewann Fetaj die Europameisterschaft 2019 durch einen Sieg im Elfmeterschießen gegen die Niederlande. Sie kam im Finale jedoch nicht zum Einsatz. Bei der U-17-Weltmeisterschaft 2018 erreichte Fetaj mit dem deutschen Team das Viertelfinale. Insgesamt kam sie auf neun Spiele in der U-17, in denen Fetaj zwei Tore erzielte.

## Erfolge
- U-17-Europameisterin: 2019